# Pektinsäuren
Pektinsäuren, auch Polygalakturonsäuren, sind Pektine mit einem Veresterungsgrad unter 5 %. Die Pektinsäuren zählen zur Gruppe der polymeren Carbonsäuren. Sie sind nicht wasserlöslich, transparent und gelatineartig und kommen in überreifen Früchten und einigen Gemüsesorten vor. In Pflanzen bildet sich aus Pektinsäuren in Gegenwart von Calcium- und Magnesium-Ionen ein unlöslicher, hochmolekularer Komplex, der Protopektin genannt wird und über dessen Struktur wenig bekannt ist.

Ausschnitt aus dem Rückgrat von Poly-α-(1-4)-Galacturonsäure.

Pektinsäuren sind ein Produkt des Pektinabbaus und entstehen aus Pektin durch Demethylierung.
Die Geliereigenschaften entsprechen denen niedrigmethylierter Pektine. Bei hohem pH-Wert und hoher Konzentration mehrwertiger Kationen fallen die Salze der Pektinsäure, die Pektate, aus. In Fruchtsäften kann es zu unerwünschten Ausflockungen kommen, wenn Ca2+-Ionen schwerlösliche Salze bilden.